# Tråddvärgmossa
Tråddvärgmossa (Seligeria diversifolia) är en bladmossart som beskrevs av Lindberg 1861. Enligt Catalogue of Life ingår Tråddvärgmossa i släktet dvärgmossor och familjen Seligeriaceae, men enligt Dyntaxa är tillhörigheten istället släktet dvärgmossor och familjen Seligeriaceae. Enligt den finländska rödlistan är arten nära hotad i Finland. Arten är reproducerande i Sverige. Artens livsmiljö är kalkstensklippor och kalkbrott. Inga underarter finns listade i Catalogue of Life.